# 徐莹 (棋手)
徐莹（1972年12月31日—），北京人，中国围棋职业棋手，1985年入段，1987年升为三段，2001年在贵阳获“山水黔城杯”世界女子围棋锦标赛冠军，升为五段。北京延庆县下屯中学（围棋特色学校）名誉校长，与华以刚八段搭档在电视上讲解围棋，2004年6月创办“徐莹围棋俱乐部”。中国致公党党员，北京大学法学院学士，2011年担任深圳大学副教授。

## 比赛成绩
- 1990年第2届中国女子名人赛冠军。
- 1997年全国围棋个人赛冠军。
- 1999年与马晓春九段搭档获得中国职业混双赛冠军。
- 2000年“东方航空杯”世界女子围棋锦标赛亚军，全国围棋个人赛冠军。
- 2001年“山水黔城杯”世界女子职业围棋赛冠军[2]，在中日NEC女子冠军对抗赛中获胜。
- 2004年全国围棋个人赛冠军。
- 2005年与聂卫平九段搭档获得中国职业混双赛冠军，在第三届正官庄杯三国擂台赛上二连胜并获冠军。
- 2006年第四届正官庄杯三国擂台赛冠军。